# Widdringtonia nodiflora
Widdringtonia nodiflora är en cypressväxtart som först beskrevs av Carl von Linné, och fick sitt nu gällande namn av Powrie. Widdringtonia nodiflora ingår i släktet Widdringtonia och familjen cypressväxter. IUCN kategoriserar arten globalt som livskraftig. Inga underarter finns listade i Catalogue of Life.
Arten blir vanligen upp till 6 meter hög och den har en enda stam samt många små grenar som skapar en tät krona. Hos Widdringtonia nodiflora är den unga barken brun och den äldre barken blir gråaktig innan den faller av. På ett enskilt träd förekommer antingen fortplantningsorgan av hankön eller av honkön.
Trädet förekommer i Malawi, Moçambique, Zimbabwe och Sydafrika. I bergstrakter hittas det upp till 2600 meter över havet. Arten lever i den fuktiga delen av landskapet Fynbos. Den hittas ofta i klippiga områden nära vattendrag.
I motsats till andra släktmedlemmar överlever individer när de övre delarna huggas (jämför skottskog). Arten uthärdar även bränder.

## Bildgalleri

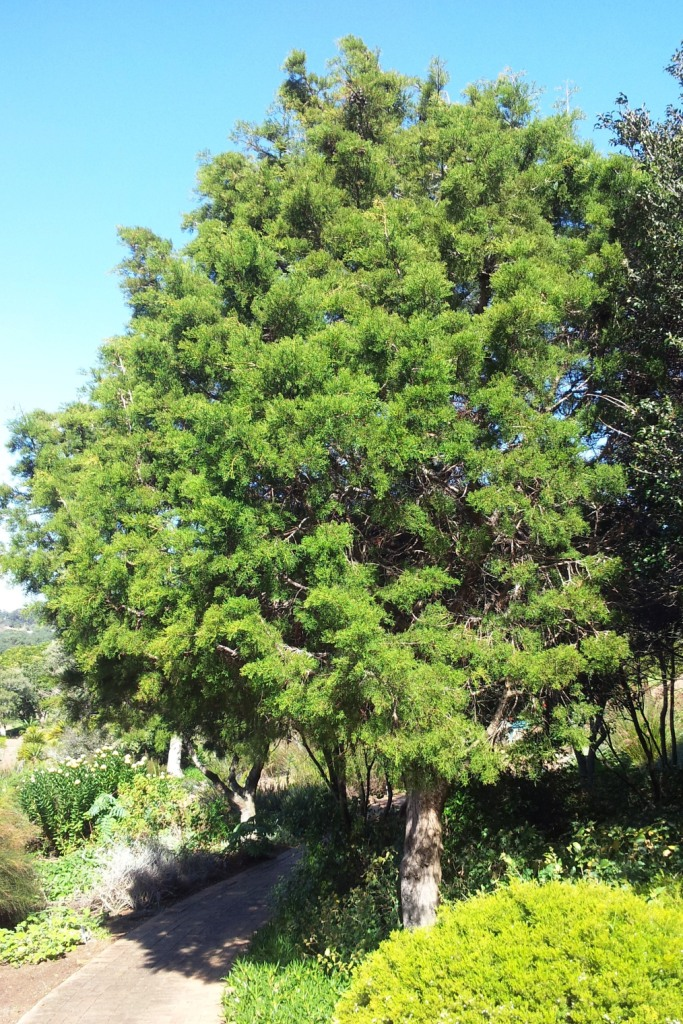